# Kleszczewo (powiat poznański)
Kleszczewo – wieś w Polsce położona w województwie wielkopolskim, w powiecie poznańskim, siedziba gminy Kleszczewo przy drodze wojewódzkiej nr 434 oraz drodze ekspresowej S5. Na terenie gminy Kleszczewo prężnie działa Stowarzyszenie Klub Sportowy Clescevia Kleszczewo.

## Historia
Nazwa wsi od roku 1218 pochodzi od kmiecia Kleszcza (tzn. leszcza). W roku 1218 oprócz kasztelanii istniał podział na tzw. opola, a miejscowość Kleszczewo wchodziła w skład Opola kostrzyńskiego. W wieku XVI Kleszczewo należało do powiatu pyzdrskiego. 
W latach 1954–1972 wieś należała i była siedzibą władz gromady Kleszczewo. W latach 1975–1998 miejscowość należała administracyjnie do województwa poznańskiego. Obecnie miejscowość jest siedzibą gminy Kleszczewo.
W 2020 otwarto we wsi węzeł przesiadkowy komunikacji publicznej z parkingiem na 56 pojazdów i wiatą rowerową na 30 rowerów.

## Zabytki i osobliwości
We wsi znajduje się zabytkowy, drewniany kościół Wszystkich Świętych z 1762, a także park popałacowy z kilkoma stawami z przełomu XIX i XX wieku (2,3 ha). Rośnie w nim topola biała o obwodzie ponad 430 cm. W latach 2011–2012 park przeszedł rewitalizację. Na południe od parku stoi folwark z tego samego okresu i wieża wodociągowa z początków XX wieku. W centrum wsi istnieje też dawna oberża.

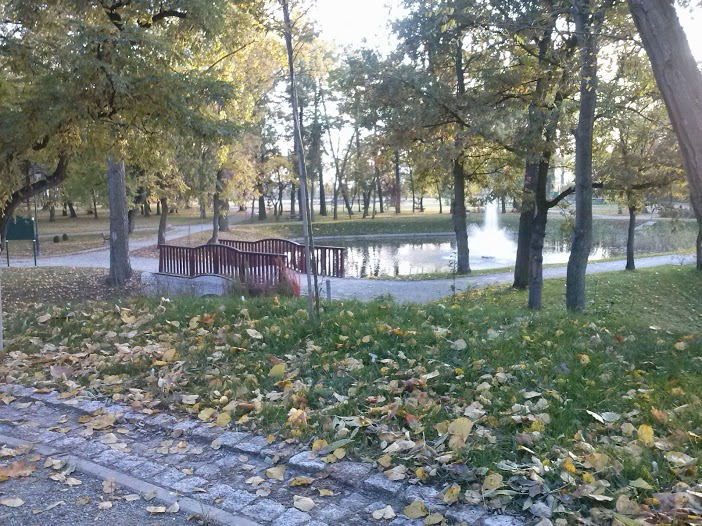
Zabytkowy park w Kleszczewie